# قطعنامه ۱۸۲۵ شورای امنیت
قطعنامه ۱۸۲۵ شورای امنیت سازمان ملل متحد که در تاریخ ۲۳ ژوئیه ۲۰۰۸ تصویب شد، سندی بین‌المللی دربارهٔ نامه مورخ ۲۲ نوامبر سال ۲۰۰۶ از دبیر کل سازمان ملل خطاب به رئیس شورای امنیت است. این قطعنامه طی نشست ۵۹۴۱ام با ۱۵ رای موافق، ۰ مخالف و ۰ ممتنع تصویب شد.